# Kris Douma
Kornelis (Kris) Douma (Groningen, 21 mei 1961) is een Nederlands politicus. Hij was van 2003 tot 2006 namens de Partij van de Arbeid lid van de Tweede Kamer.
Kris Douma studeerde sociologie aan de Rijksuniversiteit Groningen. Hij trad vervolgens in dienst van de AbvaKabo en ABOP. Vanaf 1989 was Douma achtereenvolgens beleidsmederker, projectleider, hoofd arbeidsvoorwaarden en manager bij de FNV. Als vakbondsbestuurder was hij onder andere betrokken bij cao-onderhandelingen in de zuivel- en metaalindustrie en bij de interne organisatie van FNV Bondgenoten.
Na korte tijd werkzaam te zijn geweest bij adviesbureau Andersson Elffers Felix werd Douma bij de Tweede Kamerverkiezingen 2003 gekozen als lid van de Tweede Kamer. Hij hield zich in het parlement onder andere bezig met economische zaken (handel, ondernemingen en kenniseconomie) en met rijksuitgaven. Bij de Tweede Kamerverkiezingen 2006 was Douma niet herkiesbaar. Hij nam op 29 november 2006 afscheid van het parlement. Bij zijn afscheid eind 2006 schreef hij het boekje 'De onderneming als agora'. Op 12 september 2008 stelde hij zich kandidaat voor het lijsttrekkerschap van de PvdA voor de Europese Verkiezingen in 2009. 
Begin 2007 vervolgde hij zijn loopbaan als directeur verantwoord beleggen en governance bij vermogensbeheerder Mn Services (pensioenuitvoerder voor PMT, PME en BPF Koopvaardij) en trad eind 2015 toe tot de directie van de UN Principles for Responsible Investment (PRI) in Londen. 
Sinds 2021 werkte hij als toezichthouder en commissaris bij verschillende organisaties, onder andere bij Oxfam Novib en verzekeraar NV schade. In december 2021 werd hij benoemd als (eerste niet-accountant en onafhankelijke) voorzitter van de Nederlandse Beroepsorganisatie van Accountants (NBA). 
- Parlement.com: vge7dtphj1ym